# Requisits de visat per als israelians

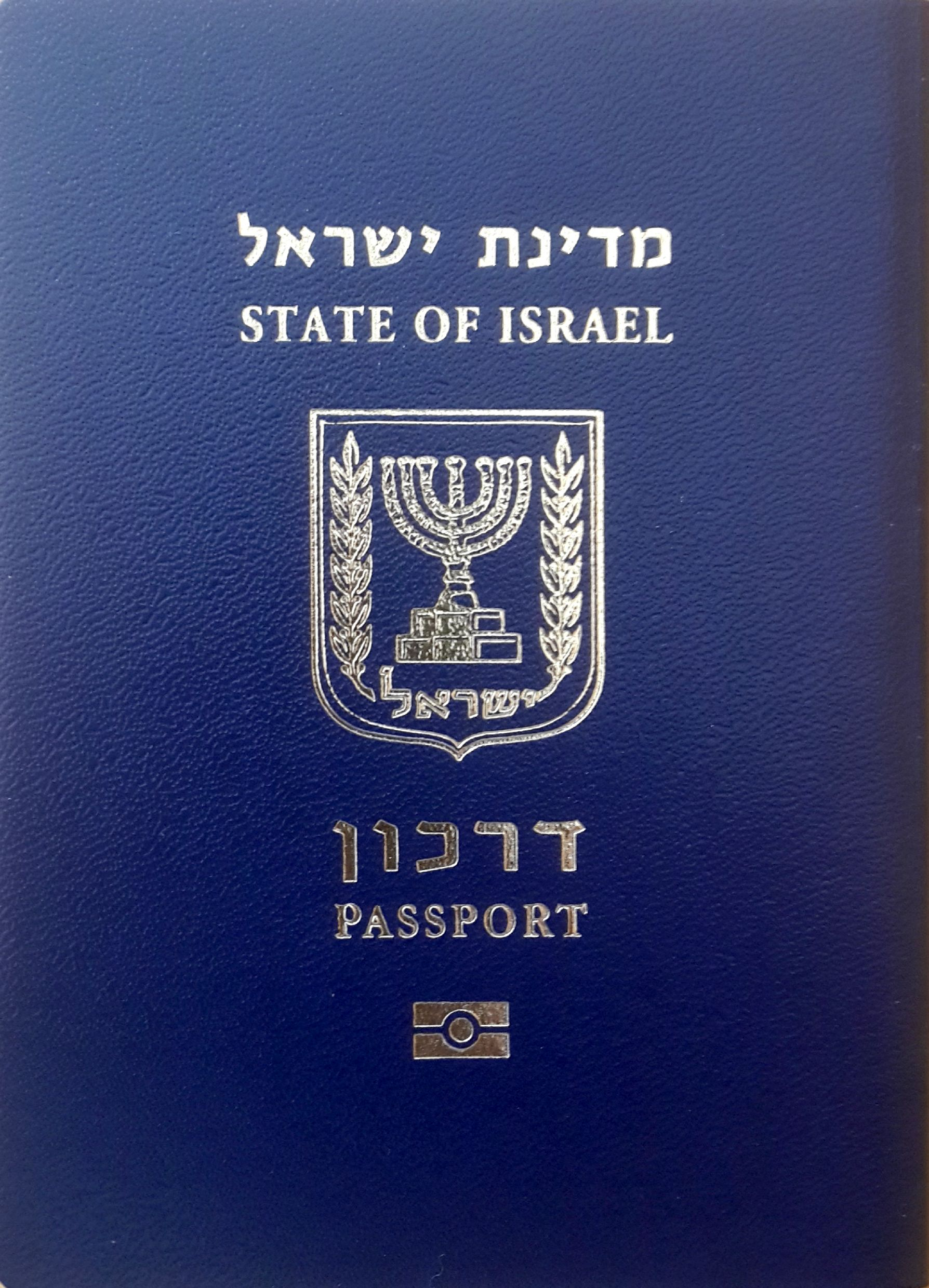
El passaport d'Israel és el 19è més poderós del món

Els requisits de visat per als ciutadans de l'estat Israel són les restriccions d'entrada administratives per part de les autoritats d'altres estats sobre els ciutadans d'Israel. A partir del 22 de març de 2018, els ciutadans israelians poden ingressar sense visa o rebre una visa a la seva arribada a 161 països i territoris arreu del món. Aquesta situació situa el passaport israelià en el lloc 19 en la llibertat de circulació segons l'índex de passaport de Nelly. Es dona la circumpstància especial de que els ciutadans d'Israel sempre seràn rebutjats a les fronteres dels països de la lliga Àrab.
Des del 2017, els ciutadans d'Israel, Xile i Corea del Sud son els unics del mon que poden visitar tot Europa sense necessitat de visat.

## Entrada lliure o restringida per ciutadans israelians

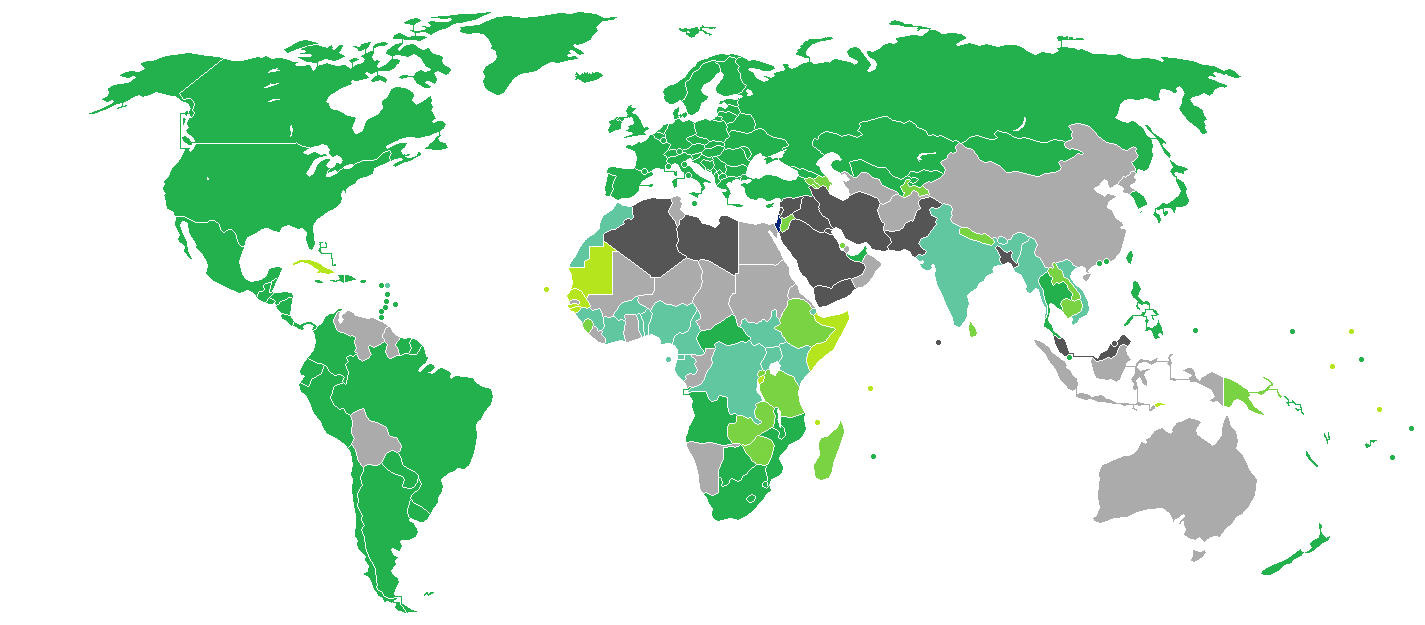
Mapa que mostra els països que no requereixen visat per als ciutadans israelians. En verd, els països que no requereixen visat per accedir al país.
Israel
No és necessari visat
Visat a la arribada
Visat electrònic
Visat necessari
Admissió denegada

## Visa requirements
Requisits de visat per als titulars de passaports normals que viatgen amb fins turístics.
|  | País membre de l'espai schengen |

|  | País membre de l'espai schengen |

|  | País membre de l'espai schengen |

|  | País membre de l'espai schengen |

|  | País membre de l'espai schengen |

|  | País membre de l'espai schengen |

|  | País membre de l'espai schengen |

|  | País membre de l'espai schengen |

|  | País membre de l'espai schengen |

|  | País membre de l'espai schengen |

|  | País membre de l'espai schengen |

|  | País membre de l'espai schengen |

|  | País membre de l'espai schengen |

|  | País membre de l'espai schengen |

|  | País membre de l'espai schengen |

|  | País membre de l'espai schengen |

|  | País membre de l'espai schengen |

|  | País membre de l'espai schengen |

|  | País membre de l'espai schengen |

|  | País membre de l'espai schengen |

|  | País membre de l'espai schengen |

|  | País membre de l'espai schengen |

|  | País membre de l'espai schengen |

|  | País membre de l'espai schengen |

|  | País membre de l'espai schengen |